# Papaipema cerussata
Papaipema cerussata là một loài bướm đêm trong họ Noctuidae.